# Malmö Redhawks
Malmö Redhawks su hokejaški klub iz Malmöa, Švedska. Osnovan je 28. veljače 1972.
Redhawks su igrali u Elitserien (1. ligi) od 1990/1991. do 2004/2005.
Poslije završetka te sezone, ispali su u švedsku 2. hokejašku ligu, Allsvenskan. 

## Uspjesi
Švedski prvaci: 1992. i 1994.
Europski prvaci: 1992.

## Vanjske poveznice
- Malmö Redhawks, službene stranice